# 에녹어 마법
에녹어 마법(Enochian magic)은 존 디와 에드워드 켈레이가 정립한 르네상스 마법의 일종이다. 존 디가 신비체험 중에 천사들에게 직접 들었다는 천사들의 언어 ‘에녹어’를 이용해 천사를 비롯한 영적 존재들을 불러내기 위한 것이었다.
이후 황금여명회에서 에녹어 마법을 자기들의 체계에 받아들여 통합시켰다.